# Theosis
Theosis (av grekiskans Θέωσις, med betydelsen gudomliggörelse) är ett teologiskt begrepp som har en framträdande roll främst inom ortodox troslära.
Theosis är processen då en troende omformas till likhet med Gud, gudomliggörs, genom att utöva Jesu lära och genom bön och fasta. I ortodox teologi är theosis målet för varje människa att uppnå, och ytterst sett vad hon är skapad till. Genom Jesu försonande död och utgivandet av den Helige Ande kan människan samarbeta med Gud till att förenas med honom. En sammanfattning av doktrinen ger redan Athanasios den store på 300-talet, när han försvarade kyrkan mot arianismen: "Gud blev människa för att människan ska kunna bli Gud".
Theosis förekommer även som begrepp i västerländsk kristendom men inte alls i samma utsträckning som inom ortodoxin. 